# Hydropsyche dolon
Hydropsyche dolon is een schietmot uit de familie Hydropsychidae. De soort komt voor in het Palearctisch gebied.